# 부반념
부반념(베트남어: Vũ Văn Nhậm / 武文任 무문임, ? ~ 1788년)은 대월 떠이선 왕조의 장수이다. 응우옌냑의 사위이다. 응우옌 왕조 시기에는 뜨득 황제의 휘를 피하여 '武文壬'으로 적고 있다.

## 생애
광남(廣南)에서 태어났다. 무술에 정통하였고, 기개와 용력을 갖추었다. 원래 응우옌 주의 막하에서 관원으로 일했으나 군법을 위반하자 꾸이년(歸仁)으로 도망쳤다. 회인부(懷仁府)의 지부(知府) 호딱(胡作)이 부녀자를 강간하자 부반념은 분노하여 그를 죽이고 떠이선 왕조의 쩐꽝지에우(陳光耀)에게 달아났다. 쩐꽝지에우는 그를 응우옌냑에게 추천하였고, 부반념은 마침내 응우옌냑의 부장(部將)이 되었으며 1778년에는 응우옌냑의 딸과 결혼하였다.
1786년에 응우옌후에를 따라 자딘(嘉定)으로 진공하였다. 이후 다시 응우옌후에를 따라 북하(北河)로 진공하여 찐 주를 쳤다. 응우옌후에는 탕롱을 점령한 뒤 레 민제로 하여금 현종의 뒤를 이어 후 레 왕조의 황제가 되도록 승인하였으며, 승전고를 울리며 귀환하였다. 응우옌후에는 응우옌반주에(阮文睿)를 남겨 예안(乂安)을 지키게 하고, 부반념을 남겨 동해(洞海, 현재 꽝빈성 동허이시)를 지키게 하여 북하 지역을 감시하도록 했다. 그런데 곧 응우옌흐우찐(阮有整)이 북하를 근거지로 삼아 찐 주처럼 정권을 세우려고 하였고, 응우옌반주에 또한 응우옌후에를 좋아하지 않았기 때문에 응우옌흐우찐과 은밀히 결탁하였다. 부반념은 이 사실을 알고 응우옌후에에게 보고하였다. 응우옌후에는 부반념에게 북하를 공격하라고 영을 내렸다. 그러나 응우옌후에는 부반념을 꽤 시기하고 의심했기 때문에 응오반서(吳文楚)와 판반런(潘文璘)을 참찬군무(參贊軍務)로 삼아 파견하여 그와 함께 병권을 나누도록 했다.
1787년, 부반념은 군사를 이끌고 북벌하여 탕롱을 공격해 들어갔다. 응우옌흐우찐은 성을 버리고 민제를 끼고 달아났으나 부반념의 부장 응우옌반호아(阮文和)에게 사로잡혔고, 사지가 찢겨 죽임을 당했다. 그런데 민제를 찾아내지는 못했으므로 부반념은 숭양공(崇讓公) 레주이껀을 감국(監國)으로 세우고 자신은 정권을 장악하였다. 레주이껀은 매일 부반념의 군영을 오가며 조정의 정사를 상의하였다. 응오반서와 판반런은 부반념이 북하 지역에서 하고 있는 일을 응우옌후에에게 보고하였고, 부반념이 모반하고 있다고 하였다. 응우옌후에는 군사를 이끌고 밤새도록 가서 한밤중을 틈타 탕롱에 진입하였고, 잠을 자고 있는 부반념을 죽였다.